# Bogusław Mozga
Bogusław Mozga (ur. 14 marca 1946) – polski leśnik i urzędnik państwowy, w latach 1990–1993 podsekretarz stanu w Ministerstwie Ochrony Środowiska, Zasobów Naturalnych i Leśnictwa.

## Życiorys
Syn Jana. Z zawodu inżynier leśnictwa, pracował w Naczelnym Zarządzie Lasów Państwowych w Warszawie. Został członkiem Niezależnego Samorządnego Związku Zawodowego „Solidarność”, w maju 1981 wybrano go pierwszym szefem Krajowej Sekcji Pracowników Leśnictw „S”. Był także sygnatariuszem tzw. porozumień sękocińskich zawartych pomiędzy KSPL „S” a ministrem leśnictwa i przemysłu drzewnego. W okresie stanu wojennego od 13 grudnia 1981 internowano go w więzieniu na Białołęce, a od 7 sierpnia do 9 grudnia 1982 w Strzebielinku. Od 20 lutego 1990 do 30 listopada 1993 pełnił funkcję podsekretarza stanu w Ministerstwie Ochrony Środowiska, Zasobów Naturalnych i Leśnictwa, odpowiedzialnego za sprawy leśne. Później objął fotel szefa Departamentu Strategii Kontrolnej Najwyższej Izby Kontroli, następnie był sekretarzem Kolegium NIK i od 2007 doradcą prezesa tej instytucji.
Odznaczony Krzyżem Kawalerskim Orderu Odrodzenia Polski (2012) i Złotym Krzyżem Zasługi (2004).